# دايفيد هيكمان
دايفيد هيكمان (بالإنجليزية: David Hickman)‏ هو بواق أمريكي، ولد في 1950.

## وصلات خارجية
- دايفيد هيكمان على موقع ميوزك برينز (الإنجليزية)